# 1966 au Yukon
Chronologie du Yukon
- 1962
- 1963
- 1964
- 1965
- 1966
- 1967
- 1968
- 1969
- 1970

Cette page concerne des événements d'actualité qui se sont produits durant l'année 1966 dans le territoire canadien du Yukon.

## Politique
- Commissaire : Gordon Robertson Cameron (jusqu'au 7 novembre) puis James Smith (en)
- Législature : 20e

## Événements
- Howard Firth devient le 5e maire de Whitehorse.

## Naissances
- Dan Curtis, maire de Whitehorse.

## Décès
- 16 mai : Arthur Sovereign (en), prêtre (º 1881)